# 伊藤一長
伊藤一長（1945年8月23日—2007年4月18日），日本政治人物，出生于日本山口縣長門市，曾任長崎市長，早稻田大學政治學部畢業。

## 生平
歷任長崎市、縣議員，於1995年獲得自民黨提名參選長崎市長，擊敗時任市長本島等等人而當選。2003年在企業界及自民、公明執政聯盟的支持下以無黨籍身分參選，擊敗由自由黨支持、由日本共產黨提名等的多名候選人，三度當選長崎市長。
就任市長後，曾數度發言批判持有核武並曾使用過核武器的美利堅合眾國。

## 槍擊事件
2007年4月17日晚間7時52分（UTC +9），四度競選連任的伊藤一長，結束競選演講行程，返回鄰近JR長崎車站附近的競選辦公室，步下坐車後，遭一名自稱為山口組水心會代理會長的59歲男子城尾哲彌自後方持五連發式左輪手槍射擊，兩發子彈均命中背部，被送往長崎大學醫學部附設醫院急救，到院時呈現心肺停止狀態。 經過搶救後，於4月18日清晨2時28分因失血過多不治，享壽61歲。開槍男子後來遭長崎警方逮捕。

## 外部連結
- （日語）長崎市長基本資料
- （日語）Yahoo!日本—長崎市長槍擊事件

| 前任： 本島等 | 長崎市長 1995年—2007年 | 繼任： 田上富久 |